# 西村貞朗
西村 貞朗（にしむら さだあき、1934年11月25日 - 2015年8月3日）は、香川県仲多度郡琴平町出身のプロ野球選手（投手）、野球解説者、実業家。
史上5人目の完全試合達成者。

## 来歴・人物
琴平高校ではエースとして活躍。1951年、2年生の時に秋季四国大会県予選決勝に進み、高松一高の荒井健と投げ合うが完封を喫する。翌1952年夏は県予選決勝で高松一高を降し優勝、北四国大会に進出するが八幡浜高に敗退。春夏とも甲子園出場はならなかった。
1953年に西鉄ライオンズに入団。同期入団に豊田泰光、高倉照幸、河村久文がいる。また、同郷の中西太がいたためチームにすぐ溶け込むことができた。
本格派右腕として期待され、開幕直後から先発として起用されるが、結果を残せず同年は2勝に終わる。プロ初勝利まで6連敗しているが、これは高卒新人の1年目の記録としてはNPB記録である。この年のオフシーズンに日米野球でニューヨーク・ヤンキースのエド・ロパット率いるMLB選抜のロパット・オールスターズが来日し、第5戦で全パ・リーグの3番手として2イニングを投げた西村の投球がエド・ロパット投手兼任監督の目に留まり、ロパットは残り試合に西村を全米チームの一員としてプレーさせ指導したいと三原監督に申し出た。弱冠19歳の西村にとって願ってもないチャンスとみた三原監督はこれを快諾し、以降の7日間を全米チームの一員として出場することとなり、第9戦と第11戦に全米チームの投手として日本（全パ・リーグ）相手に登板した。この時の事を西村は、「現役メジャーリーガーのプレーや思考を肌で感じ、７日間の武者修行で野球観が変わった」と振り返っている。翌春、西村にニューヨーク・ヤンキースのキャンプに参加しないかと誘いが来たが、さすがの三原監督も今度は西村の渡米に反対し、周囲からの説得に西村はメジャーリーグ挑戦を断念。日本人初のメジャーリーガーは幻となった。翌1954年は河村に次ぐチーム2位の22勝、防御率1.77（宅和本司に次ぐリーグ2位）を記録。投手陣の中軸として初のリーグ優勝に貢献し、最高勝率のタイトルも獲得した。同年の中日ドラゴンズとの日本シリーズでは3試合に登板。第1戦の先発に起用され、杉下茂と投げ合うが8回に崩れ敗退。チームも日本一には届かなかった。
その後も主力投手として活躍し1956年には21勝。巨人との日本シリーズでも3試合に登板し、初のシリーズ制覇に貢献した。しかし翌1957年には肩の故障もあって低迷、変化球主体の投球への転換を余儀なくされる。
1958年7月19日に駒澤野球場で行われた東映フライヤーズ戦で完全試合を達成。豊田によると、西村は3回終了時に「さあ、完全試合じゃけんね。しっかり守らないかんよ」と話していた。1958年の巨人との日本シリーズは2試合に登板。第5戦では先発するが早々に打込まれ、1死も取れずに降板している。
1962年限りで現役引退。その後は九州朝日放送のプロ野球解説者を長年にわたり務める。福岡市内でガソリンスタンドの経営を統括する会社（株式会社大森商事）の会長を務めていた。
また、同い年・同期入団の豊田、高倉とは引退後も親交があり、特に豊田は来福の際に度々西村宅を訪問している。2008年7月15日の福岡ソフトバンクホークス対埼玉西武ライオンズ戦で、和田博実・高倉照幸と共に始球式に参加。久々に投手としての姿を見せた。
出身地にある金刀比羅宮の絵馬殿には、1954年のリーグ優勝時に奉納した写真入りの絵馬が飾られている。
2015年8月3日、肝臓がんのため死去。80歳没。

## 詳細情報

### 年度別投手成績
| 年 度     | 球 団     | 登 板 | 先 発 | 完 投 | 完 封 | 無 四 球 | 勝 利 | 敗 戦 | セ 丨 ブ | ホ 丨 ル ド | 勝 率 | 打 者 | 投 球 回 | 被 安 打 | 被 本 塁 打 | 与 四 球 | 敬 遠 | 与 死 球 | 奪 三 振 | 暴 投 | ボ 丨 ク | 失 点 | 自 責 点 | 防 御 率 | W H I P |
| --------- | --------- | ----- | ----- | ----- | ----- | -------- | ----- | ----- | -------- | ----------- | ----- | ----- | -------- | -------- | ----------- | -------- | ----- | -------- | -------- | ----- | -------- | ----- | -------- | -------- | ------- |
| 1953      | 西鉄      | 34    | 13    | 2     | 0     | 0        | 2     | 9     | --       | --          | .182  | 525   | 119.2    | 96       | 2           | 83       | --    | 1        | 129      | 5     | 0        | 60    | 53       | 3.98     | 1.50    |
| 1954      | 西鉄      | 46    | 26    | 14    | 8     | 2        | 22    | 5     | --       | --          | .815  | 1043  | 275.0    | 167      | 10          | 72       | --    | 4        | 236      | 4     | 0        | 65    | 54       | 1.77     | 0.87    |
| 1955      | 西鉄      | 57    | 22    | 6     | 0     | 1        | 19    | 6     | --       | --          | .760  | 1066  | 268.1    | 229      | 15          | 71       | 4     | 1        | 191      | 1     | 1        | 93    | 72       | 2.41     | 1.12    |
| 1956      | 西鉄      | 62    | 29    | 8     | 4     | 0        | 21    | 7     | --       | --          | .750  | 935   | 246.1    | 162      | 6           | 61       | 6     | 3        | 163      | 3     | 0        | 60    | 47       | 1.71     | 0.91    |
| 1957      | 西鉄      | 29    | 9     | 2     | 0     | 0        | 5     | 5     | --       | --          | .500  | 355   | 87.0     | 80       | 2           | 26       | 1     | 0        | 52       | 4     | 0        | 33    | 26       | 2.69     | 1.22    |
| 1958      | 西鉄      | 39    | 16    | 1     | 1     | 1        | 7     | 10    | --       | --          | .412  | 472   | 113.2    | 96       | 6           | 42       | 2     | 1        | 69       | 2     | 0        | 41    | 35       | 2.76     | 1.21    |
| 1959      | 西鉄      | 29    | 12    | 2     | 1     | 0        | 6     | 4     | --       | --          | .600  | 366   | 91.2     | 80       | 2           | 22       | 1     | 3        | 58       | 2     | 0        | 31    | 25       | 2.45     | 1.11    |
| 1961      | 西鉄      | 12    | 2     | 0     | 0     | 0        | 0     | 1     | --       | --          | .000  | 100   | 17.1     | 34       | 2           | 11       | 0     | 0        | 10       | 4     | 0        | 28    | 16       | 8.00     | 2.60    |
| 1962      | 西鉄      | 4     | 1     | 0     | 0     | 0        | 0     | 0     | --       | --          | ----  | 33    | 7.1      | 8        | 1           | 3        | 0     | 0        | 3        | 0     | 0        | 5     | 4        | 4.50     | 1.50    |
| 通算：9年 | 通算：9年 | 312   | 130   | 35    | 14    | 4        | 82    | 47    | --       | --          | .636  | 4895  | 1226.1   | 952      | 46          | 391      | 14    | 13       | 911      | 25    | 1        | 416   | 332      | 2.44     | 1.10    |

- 各年度の太字はリーグ最高

### タイトル
- 最高勝率：1回（1954年）

### 表彰
- ベストナイン：1回（投手部門：1954年） ※投手部門での昭和生まれ初の受賞
- 最優秀投手：1回（1954年）

### 記録
初記録
- 初登板：1953年3月21日、対近鉄パールス2回戦（平和台野球場）
- 初先発登板：1953年3月29日、対南海ホークス1回戦（大阪球場）
- 初勝利：1953年9月18日、対阪急ブレーブス19回戦（平和台野球場）

その他の記録
- オールスターゲーム出場：2回（1954年、1955年）
- 完全試合：1回（1958年7月19日、対東映フライヤーズ16回戦、駒澤野球場） ※史上5人目

|      | 1 | 2 | 3 | 4 | 5 | 6 | 7 | 8 | 9 | R | H | E |
| ---- | - | - | - | - | - | - | - | - | - | - | - | - |
| 西鉄 | 0 | 0 | 0 | 0 | 0 | 0 | 1 | 0 | 0 | 1 | 6 | 0 |
| 東映 | 0 | 0 | 0 | 0 | 0 | 0 | 0 | 0 | 0 | 0 | 0 | 0 |

| 東映 | 東映 | 東映           | 1      | 2      | 3      | 4      | 5      | 6      | 7      | 8      | 9      |
| ---- | ---- | -------------- | ------ | ------ | ------ | ------ | ------ | ------ | ------ | ------ | ------ |
| 1    | [右] | 毒島章一       | 二ゴロ | -      | -      | 遊ゴロ | -      | -      | 三振   | -      | -      |
| 2    | [三] | 石原照夫       | 三ゴロ | -      | -      | 遊ゴロ | -      | -      | 三ゴロ | -      | -      |
| 3    | [中] | J.ラドラ       | 三振   | -      | -      | 三ゴロ | -      | -      | 投ゴロ | -      | -      |
| 4    | [捕] | 山本八郎       | -      | 三邪飛 | -      | -      | 三振   | -      | -      | 遊直   | -      |
| 5    | [一] | スタンレー橋本 | -      | 二ゴロ | -      | -      | 三ゴロ | -      | -      | 二直   | -      |
| 6    | [二] | 松岡雅俊       | -      | 右飛   | -      | -      | 一邪飛 | -      | -      | -      | -      |
|      | 打   | 塚本悦郎       | -      | -      | -      | -      | -      | -      | -      | 一ゴロ | -      |
|      | 二   | 稲垣正夫       | -      | -      | -      | -      | -      | -      | -      | -      | -      |
| 7    | [左] | 島田雄二       | -      | -      | 三振   | -      | -      | 三ゴロ | -      | -      | -      |
|      | 打   | 水上静哉       | -      | -      | -      | -      | -      | -      | -      | -      | 遊ゴロ |
| 8    | [遊] | 前川忠男       | -      | -      | 三ゴロ | -      | -      | 三振   | -      | -      | -      |
|      | 打   | 増本一郎       | -      | -      | -      | -      | -      | -      | -      | -      | 三振   |
| 9    | [投] | 西田亨         | -      | -      | 中飛   | -      | -      | 二ゴロ | -      | -      | -      |
|      | 打   | 吉田勝豊       | -      | -      | -      | -      | -      | -      | -      | -      | 三ゴロ |

### 背番号
- 20（1953年 - 1962年）

## 関連情報

### 解説者としての出演番組
- BASEBALL SPECIAL〜野球道〜（1964年9月までKBCテレビとネットを組んでいたフジテレビ系列のプロ野球中継の現行タイトル）
- スーパーベースボール（KBCテレビ・テレビ朝日系列のプロ野球中継の現行タイトル）
- KBCホークスナイター／KBCダイナミックホークス実況中継（KBCラジオのプロ野球中継の現行タイトル）
- プロ野球ニュース（フジテレビ。KBCテレビが同系列局だった1964年9月までの間に出演）